# Acronychia acuminata
Acronychia acuminata är en vinruteväxtart som beskrevs av Thomas Gordon Hartley. Acronychia acuminata ingår i släktet Acronychia och familjen vinruteväxter. Inga underarter finns listade i Catalogue of Life.